# Andrée Prigent
Pour les articles homonymes, voir Prigent.
Andrée Prigent (née le 14 juin 1963 à Brest) est une artiste plasticienne, graveuse, illustratrice et autrice de livres pour la jeunesse française.

## Biographie
Andrée Prigent est diplômée des Beaux-Arts de Rennes,, où elle étudie la peinture et la gravure.
Elle travaille comme autrice et illustratrice pour l'édition jeunesse, la presse, la papeterie, le dessin publicitaire, la création textile,.
Elle illustre son premier album en 1990, et depuis, elle est parfois également l'autrice du texte.

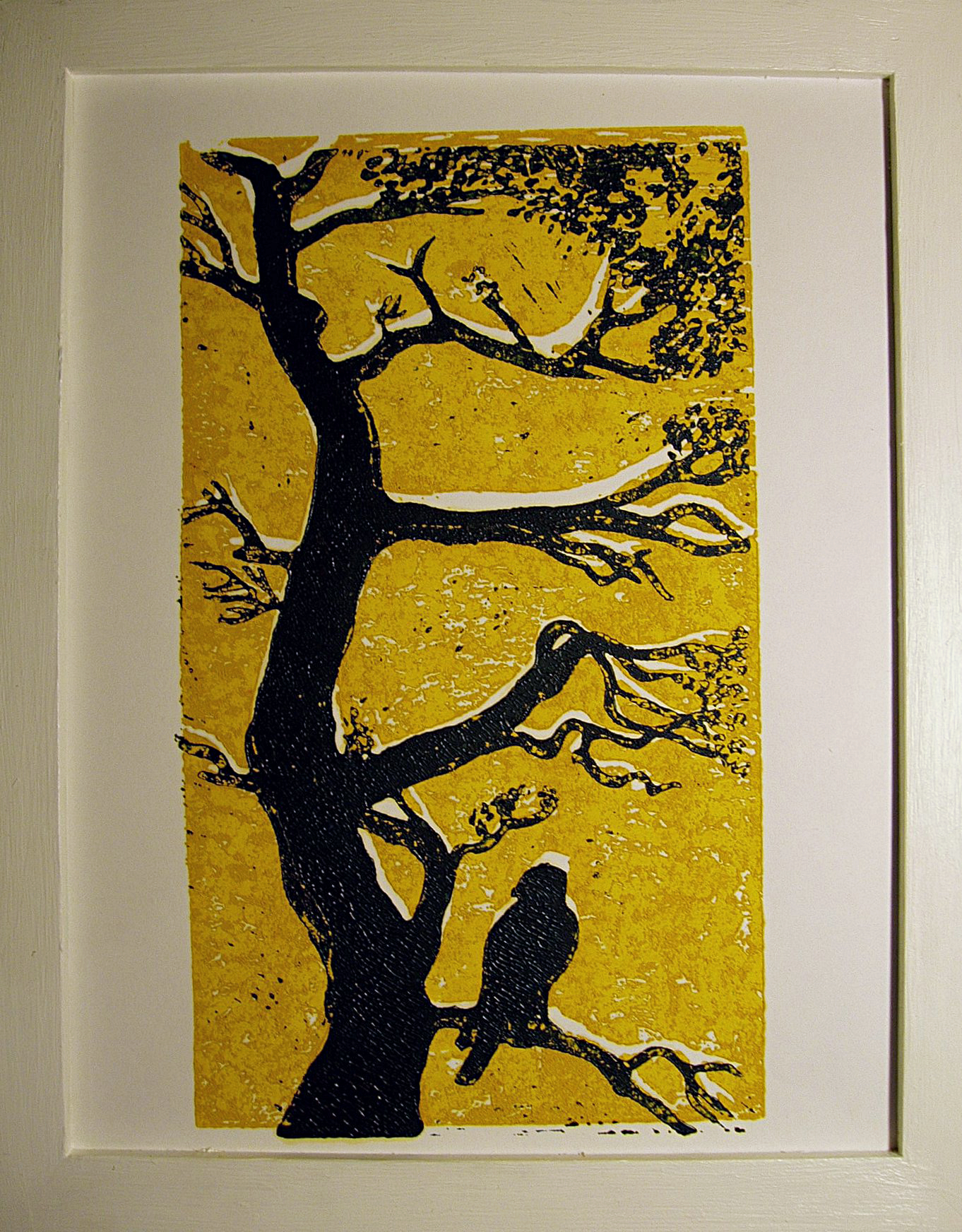
Une linogravure contemporaine en deux couleurs, comme en réalise Andrée Prigent. (auteur : Ivo Kruusamägi, c. 2006).

Son travail d'illustrations avec la technique de la linogravure, est souligné dans de nombreux avis critiques de ses albums,, dont ceux sur ses ouvrages Ohé ! Les comptines du monde entier,, en 2003, ou de Ours et les choses,, en 2020.
« Papier découpé, linogravure, pochoir, peinture... elle aime expérimenter différentes techniques. Son univers est peuplé d’animaux » : par exemple, dans ses albums les plus récents dont elle est auteure et illustratrice, les ouvrages Didoune en 2016, Poto le chien en 2017, La Cachette, en 2019, Ours et les choses, en 2020, ou Dépêchez-vous ! en 2021.
Andrée Prigent a publié plusieurs dizaines d'ouvrages, chez différents éditeurs jeunesse, dont Didier Jeunesse, Nathan, Rue du monde ou Kaléidoscope. Elle est membre de la Charte des auteurs et illustrateurs jeunesse.
Elle habite en Bretagne,,.

## Sur quelques albums

### Années 1990
Andrée Prigent illustre son premier album en 1990, dont le texte est de Marie Léonard, Tibili ou le garçon  qui ne voulait pas aller à l'école, et dont le personnage principal « Tibili est un petit garçon africain de 6 ans ». L'ouvrage est sélectionné pour le prix des Incorruptibles en 1994, et sera plusieurs fois réédité, chez plusieurs éditeurs. C'est le premier tome de la série Tibili. Cinq tomes sont publiés jusqu'en 2000.
En 1996 est publié le premier album dont elle a aussi écrit le texte, Pouloute, l'hippopotame.
Elle commence sa collaboration d'illustratrice de contes pour la collection « À petits petons » chez Didier jeunesse, avec l'album Quel radis dis donc !, sur un texte de Praline Gay-Para en 1998. L'album est réédité à plusieurs reprises, et sous divers format, en version poche, ou version grand format. Il est réédité aux éditions Les doigts qui rêvent en 2023, en version tactile (adaptation en braille et illustrations à manipuler en tissu et bois). Il est traduit en anglais et en arabe. Andrée Prigent illustre ensuite plusieurs titres de la collection, dont Quatre amis dans la neige de la même autrice, ou sur des textes de Muriel Bloch, les albums L'ogre Babborco, ou Fillettes et Gros alligator.

### Années 2000
En 2003, Andrée Prigent illustre l'« anthologie » Ohé ! Les comptines du monde entier, sur des textes d' Alain Serres et d'Albena Ivanovitch-Lair, « spécialiste des comptines du monde ». Le recueil contient « une quarantaine de comptines de tous les continents qui mettent en valeur les contrastes et les similitudes de ce patrimoine de l'enfance » : « Du Brésil à Madagascar, du Chili à l’Ukraine, un parcours dans 40 régions différentes, à la recherche des sorcières, des animaux, des berceuses ou des dialogues ». Pour Le Matricule des anges, « Au-delà de l’émerveillement des traductions, l’enfant et l’adulte comprendront vite que dans tous les pays du monde, c’est le même amour qui a conduit à l’écriture de ces comptines et on sort de cette lecture conforté dans l’idée que, l’autre, partout, est notre semblable. Les linogravures d’Andrée Prigent coquines parfois, laissent transparaître cette humanité tendre en jouant de la répétition ou de la ritournelle propre au genre ». Le travail de l'illustratrice est également souligné par la revue Escales en littérature de jeunesse : « Les linogravures d'Andrée Prigent rehaussent superbement les couleurs » et par le site Ricochet : « des linogravures hautes en couleur.[...] Un bel ouvrage auquel les images d’Andrée Prigent ajoutent une dimension ludique et festive très efficace ».
Elle illustre en 2007 le conte Fillettes et Gros alligator, sur un texte de Muriel Bloch. Pour La Revue des livres pour enfants, « L'illustration, très colorée, a pris le parti du second degré et donne au conte un côté rigolo sympathique, peut-être en écho à la langue un peu chahutée, peut-être aussi au détriment d'une prise au sérieux de ce conte qui doit faire peur, même si cette peur doit demeurer délicieuse ».

### Années 2010
En 2011, sur un texte de Jo Hoestlandt, elle illustre Le bébé tombé du train ou Quand l'amour d'une mère est plus fort que tout. « Le récit explore la découverte du sentiment de bonheur partagé, manifeste dans les illustrations en bichromie dont le style épuré met l'accent sur l'attitude et l'expression des personnages » pour La Revue des livres pour enfants. L'ouvrage est sélectionné pour plusieurs prix,, dont le Prix Sorcières, et il obtient le Prix Janusz Korczak
de Littérature jeunesse 2012.
Elle illustre en 2014 Gérard le bousier, sur un texte de Fred Paronuzzi, dans lequel Gérard, un insecte coléoptère bousier, « abandonne courageusement sa boule de caca » lorsqu'il rencontre un « drôle d'œuf. Il part aussitôt à la recherche de potentiels parents ». Selon Zoo le mag, « Gérard le bousier a le mérite de faire découvrir différentes sortes d’œufs tout en ménageant la curiosité ». Pour La Revue des livres pour enfants, « Le papier kraft qui semble servir de support aux gouaches expressives aux belles dominantes bleue noire blanche et rouge brique est « terreux » à souhait ! Drôle et bien mené ». Selon Zoo le mag, « L’illustration, simple, répond parfaitement à l’histoire, car elle allie voyage constant de Gérard et mise en scène efficace. Les aplats de couleurs très bien travaillés font de l’univers de Gérard un monde à la fois clair et attachant. La nature bruisse sans cesse et en même temps n’effraie pas le moins du monde ». Le magazine souligne « on aimerait suivre ce bousier noir et bleu dans d’autres aventures », et deux ans plus tard, ce sera réalisé, avec le deuxième opus Gérard et le machin collant, publié en 2016.
Elle illustre en 2015 l'album au format à l'italienne Jamais on n'a vu écrit par Jean-François Dumont, inspiré de « la comptine bien connue des tout-petits [...] Jamais on n'a vu, jamais on ne verra, la famille tortue courir après les rats », et selon Zoo le mag, les deux coauteurs « revisitent avec humour et imagination cette comptine ». Pour le travail d'illustration d'Andrée Prigent : « Les illustrations sont réalisées au crayon gras, dans un noir et blanc seulement émaillé de petites touches rouges et bleues, dans le détail d'un vêtement, d'une voile de bateau ou d'un bec d'oiseau ». Pour La Revue des livres pour enfants, l'album est « une incitation à découvrir le monde, à ne pas avoir peur, à ne pas se conformer aux destins tout tracés... Une invitation au spectacle aussi ».
En 2016, son album Didoune s'adresse aux tout-petits, un univers autour de peluches animales pour « calmer les angoisses du soir ». Pour Ricochet, « L’illustration toute en rondeur d’Andrée Prigent, la simplicité des couleurs contrastées [...], tout parle tendrement au jeune lecteur. Le texte qui accompagne cette comédie contribue à la simplicité et à la familiarité du sujet ».
Poto le chien, qu'elle écrit et illustre, paraît en 2017, dont l'histoire débute par l'abandon d'un chien. Pour Télérama : « Et-ce la technique de linogravure qui leur donne cette texture frissonnante ? Gorgées de lumière, les images de cet album sont comme des souvenirs qui mettent le sourire aux lèvres. [...]
Avec cet album plein de clins d'œil, Andrée Prigent impose sa patte douce et chahuteuse ». L'album reçoit le Prix Ficelle 2018 et le Prix Bernard Versele en 2019.
En 2019 elle publie l'album jeunesse  La Cachette, et selon  Télérama : « qui a lu son formidable Poto le chien ne s’étonnera pas qu’Andrée Prigent n’ait rien perdu de son chaud cœur ni de son graphisme fringant, en changeant d’animal de compagnie. Après s’être penchée sur le drame de l’abandon canin, l’auteure illustratrice sonde aujourd’hui les mystères de la réserve féline ». Pour Ricochet, « Andrée Prigent titille la curiosité du lecteur par un habile jeu graphique qui ressemble à une partie de cache-cache entre cette adulte qui rentre chez elle et son animal. [...] Un album ludique et poétique sur les relations extraodinaires qui se nouent entre un humain et son animal de compagnie ».

### Années 2020
Dans Ours et les choses, en 2020, un ours bleu récupère dans sa cariole des « objets inutiles » « qu'il trouve sur son chemin ». Pour La Revue des livres pour enfants, « Cette fable est servie par une illustration en linogravure qui allie finesse des traits, force du rendu des volumes, monochromie - un bleu profond sur fond blanc - et un texte minimaliste et rythmé, dans une élégante graphie ». Selon Télérama : « Parce que les tout-petits sont en droit d’exiger autre chose que des images douceâtres, Andrée Prigent leur offre un somptueux travail de linogravure [....] Déployer autant de délicatesse pour dénoncer le matérialisme qui nous ligote, quelle élégance ! ». Pour Libération, « ce joli album en linogravure, fait de bleu et d'un zeste d'orange fluo [...] est une fable sur la surconsommation dans laquelle on baigne. Et cet aveuglement qui l'accompagne, ce truc qui pousse à vouloir plus comme si cela pouvait aider à se sentir mieux. Entre les lignes de l'album, on lit aussi un message écologiste si on a envie. [...] Les illustrations en linogravure amènent loin aussi, emplies de poésie ».
En 2021, son album Dépêchez-vous ! raconte une histoire autour d'un loup. Pour Télérama, « L’album creuse la question de la prise au dépourvu, vaincue par la malice, dans des illustrations douces et fantasques ». Pour l'avis critique de Ricochet : « La technique de linogravure ou de pochoir qu’affectionne Andrée Prigent se pare ici de couleurs « mates » sur lesquelles se découpent les silhouettes et les mimiques expressives. L’effet obtenu par ces personnages entre animalité et humanité est d’une grande gaieté. L’auteure-illustratrice mélange avec un grain de folie joyeuse préoccupations écologiques, comptine très familière et fable animalière où toujours le loup perd, et c’est très réussi. »
Pour la première fois, en 2024, en plus d'être auteure et illustratrice d'un album, elle est aussi compositrice  et chanteuse, avec l'ouvrage Tomber amoureux qui s'accompagne d'un CD. Selon  La Revue des livres pour enfants, « À partir de la chanson de Juliette Gréco – Un petit poisson, un petit oiseau – la Brestoise Andrée Prigent tisse, en images avec des couleurs vives, en vers libres et en musique, une histoire pleine de rebondissements, véritable hymne à l'amour et à l'entraide ».

## Ouvrages

### Autrice et illustratrice
- Pouloute, l'hippopotame, Nathan, 1996.
- L'Aviateur, écrit avec Amélie Cantin et Marc Cantin, Didier jeunesse, 1999.
- Colografouillage, album à colorier, La maison est en carton, 2014.
- Didoune[13], Didier jeunesse, 2016.
- Poto le chien[5], Didier jeunesse, 2017. Prix Ficelle[28] 2018 - Prix Bernard Versele 2019[29]
- La cachette[14],[15], Didier jeunesse, 2019.
- Le grand mouton, Kaleidoscope, 2020.
- Ours et les choses[10],[12], Didier jeunesse, 2020.
- Depêchez-vous[6], Didier Jeunesse, 2021.
- Et si on passait l'hiver ensemble ?, Didier Jeunesse, 2023

### Autrice, illustratrice, compositrice, chanteuse
- Tomber amoureux[17], texte, images, musique, interprétation d'Andrée Prigent, Benjamins médias, 2024 - ouvrage + CD  (ISBN 9782375151372)

### Illustratrice
- Tibili , texte de Marie Léonard, éditions Magnard, rééd. Mango :

1. Tibili ou Le Petit garçon qui ne voulait pas aller à l'école, 1990.
2. Tibili et Koumi, la chauve-souris, 1990.
3. Du ski pour Tibili, 1992.
4. Tibili et la gazelle, 1994.
5. Tibili et le chien du coiffeur, 2000.

- Le « Notre Père », texte de Benoît Marchon, Éditions du Centurion, 1991.
- Mes doudous à moi, texte de Polami, Nathan, 1994.
- Les monstres de ma chambre, texte de Polami, Nathan, 1994.
- Moi et ma sœur, texte de Polami, Nathan, 1994.
- En haut du toboggan, texte de Polami, Nathan, 1994.
- L'amitié c'est sacré !, texte d'Odile Amblard, La Martinière jeunesse, 1995.
- Le baptême : tu veux devenir chrétien, texte d'Agnès Auschitzka, Éditions du Centurion, 1995.
- C'est à moi !, texte de Polami, Nathan, 1994.
- Un bisou, Marion ?, texte de Polami, Nathan, 1994.
- C'est quoi la vie ?, texte d'Yvonne Belaundé, Bayard-Éditions du Centurion, coll. « Pomme d'api », 1996.
- Missisouris n'aime pas la pluie, texte de Magdalena Guirao-Jullien, Nathan, 1996.
- Je vous salue, Marie, textes de Catherine de Lasa, Bayard-Éditions du Centurion, 1997.
- Quel radis dis donc !, texte de Praline Gay-Para, Didier Jeunesse, 1998. Réédition version poche et version grand format. Réédité  aux éditions Les doigts qui rêvent en 2023, en version tacticle (adaptation en braille et illustrations à manipuler en tissu et bois)  (ISBN 9782365931472).
- L'ogre Babborco, texte de Muriel Bloch, Didier jeunesse, 1999.
- Le Clown, texte de Roland Topor, Magnard, 2001.
- Je jardine pour de vrai dans le jardin : jeux et premières plantations dans mon jardin, texte de Madeleine Deny, Nathan, 2002.
- Ohé ! Les comptines du monde entier[7],[8],[9], textes d'Albena Ivanovitch-Lair et Alain Serres, Rue du monde, 2003.
- Cinq petits géants allument les étoiles, texte d'Alain Serres, Rue du monde, 2005.
- Cinq petits géants chatouillent tes oreilles, texte d'Alain Serres, Rue du monde, 2005.
- Fillettes et Gros alligator[19], texte de Muriel Bloch, Didier jeunesse, 2007.
- Le Bébé tombé du train ou Quand l'amour d'une mère est plus fort que tout[20], texte de Jo Hoestlandt, Oskar éditions, 2011.  Prix Janusz Korczak de Littérature jeunesse 2012[23]
- Quatre amis dans la neige, texte de Praline Gay-Para, Didier jeunesse, 2011.
- Bébert l'escargot, texte de Jean-François Dumont, Kaléidoscope, 2013.
- Gérard, texte de Fred Paronuzzi, Kaléidoscope

1. Gérard le bousier[24],[25], 2014
2. Gérard et le machin collant, 2016

- Jamais on n'a vu[27],[26], texte de Jean-François Dumont, Kaléidoscope, 2015.
- L'Araignée gypsie, texte de Jean-François Dumont, Kaléidoscope, 2016.

## Prix et distinctions
- Sélection Prix des Incorruptibles 1994[4] pour Tibili ou le petit garçon qui ne voulait pas aller à l'école, texte de Marie Léonard
- Prix Janusz Korczak de Littérature jeunesse 2012[23] pour  Le bébé tombé du train, texte de Jo Hoestlandt
- Sélection Prix Sorcières 2012[22] pour Le bébé tombé du train, texte de Jo Hoestlandt
- Sélection Prix Tam-Tam 2012[21] du Salon du livre et de la presse jeunesse  pour Le bébé tombé du train, texte de Jo Hoestlandt
- Sélection Prix des Incorruptibles 2013[4] pour  Le bébé tombé du train, texte de Jo Hoestlandt
- Prix Ficelle[28] 2018 pour Poto le chien
- Prix Bernard Versele 2019[29],[31] pour Poto le chien